# Levenhookia leptantha
Levenhookia leptantha är en tvåhjärtbladig växtart som beskrevs av George Bentham. Levenhookia leptantha ingår i släktet Levenhookia och familjen Stylidiaceae. Inga underarter finns listade i Catalogue of Life.